# Categoría (matemáticas)

Esta es una categoría con una colección de objetos A, B, C y colección de morfismos denominados f, g, g ∘ f, y los lazos son las flechas identidad. Esta categoría por lo general se identifica por el 3 en negrita.

En teoría de categorías, una categoría es una estructura algebraica que consta de una colección de objetos, conectados unos con otros mediante flechas tales que se cumplen las siguientes propiedades básicas: las flechas se pueden componer unas con otras de manera asociativa, y para cada objeto existe una flecha que se comporta como un elemento neutro bajo la composición.
Un ejemplo clásico es la categoría de conjuntos, cuyos objetos son conjuntos y cuyas flechas son las funciones, y donde la composición de flechas es la composición usual de funciones. En general, los objetos y las flechas pueden ser objetos abstractos de cualquier tipo, y la noción de categoría provee de una manera abstracta y fundamental para describir entidades matemáticas y sus relaciones. Esta es la idea central de la teoría de categorías, una rama de las matemáticas que busca generalizar todas las demás teorías matemáticas en términos de objetos y flechas. Prácticamente cualquier rama de las matemáticas modernas se puede describir en términos de categorías, y mediante esta descripción, es común que se revelen propiedades y similitudes muy profundas entre áreas aparentemente distintas. Para notas históricas y fundamentos más profundos véase teoría de categorías.
Dos categorías son iguales si tienen la misma colección de objetos, la misma colección de flechas, y la misma forma asociativa de componer flechas. Dos categorías también se pueden considerar equivalentes incluso si no son precisamente la misma. Muchas categorías muy cotidianas se denotan comúnmente con una abreviación del tipo de sus objetos, por ejemplo: Con se refiere a la categoría de conjuntos, Top se refiere a la categoría de espacios topológicos, Ab se refiere a la categoría de grupos abelianos, etc.

## Definición
Una categoría C consta de
- una clase ob(C) de objetos
- para cada par de objetos A, B en ob(C) un conjunto C(A,B) de flechas o morfismos de A a B.
- para cada terna de objetos A, B, C de C una función ∘:C(A,B)×C(B,C)→C(A,C) donde ∘(f,g) se denota g ∘ f.

Además, los siguientes axiomas deben ser ciertos:
- (Asociatividad) para cualquier terna de flechas f,g,h se cumple que h ∘ (g ∘ f)=(h ∘ g) ∘ f, si es que estas composiciones están definidas.
- (Identidad) para todo objeto A en ob(C) existe una flecha en C(A,A) comúnmente denotada 1A tal que para toda flecha f en C(A;B) f=1B ∘ f y f=f ∘ 1A.

De estos axiomas se puede deducir fácilmente que existe una única flecha identidad para cada objeto.

## Historia
La noción de categoría, y en general, las primeras nociones de teoría de categorías, aparecieron por primera vez en 1945 en un artículo de Samuel Eilenberg y Saunders Mac Lane llamado "General Theory of Natural Equivalences" (Teoría general de las equivalencias naturales).

## Ejemplos
- La categoría Con es aquella cuyos objetos son todos los conjuntos y si A y B son conjuntos, entonces Con(A,B) es el conjunto de funciones con dominio A y codominio B. Ésta es la categoría más comúnmente usada en matemáticas.

un grafo dirigido.

## Categorías pequeñas y grandes
Una categoría C se llama pequeña si tanto ob(C) como hom(C) son realmente conjuntos y no clase propia, y grande en caso contrario. Una categoría localmente pequeña es una categoría tal que para todos los objetos a y b, la clase hom(a, b) es un conjunto, llamado homset. Muchas categorías importantes en matemáticas (como la categoría de conjuntos), aunque no son pequeñas, son al menos localmente pequeñas.  Dado que, en las categorías pequeñas, los objetos forman un conjunto, una categoría pequeña puede verse como una estructura algebraica similar a un monoide pero sin requerir propiedades de cierre.  Por otro lado, las categorías grandes pueden utilizarse para crear "estructuras" de estructuras algebraicas.
La clase de todos los conjuntos junto con todas las funciones entre conjuntos, donde la composición es la composición de función común, forma la categoría grande, Conjunto. Es la categoría más básica y comúnmente utilizada en matemáticas. La categoría Rel consiste de todos los conjuntos, con relaciones binarias como morfismos.  Si se consideran relaciones en vez de funciones resultan en alegorías en vez de categorías.
Toda clase puede ser considerada una categoría cuyos únicos morfismos son los morfismos identidad. Tales categorías son denominadas discretas. Para todo conjunto I, la categoría discreta en I es la categoría pequeña que posee los elementos de I como objetos y únicamente los morfismos identidad como morfismos. Las categorías discretas son el tipo de categoría más simple.
Todo conjunto preordenado (P, ≤) forma una categoría pequeña, en la cual los objetos son los miembros de P, los morfismos son flechas que apuntan de x a y con x ≤ y. Entre dos objetos cualesquier solo puede haber como mucho un morfismo. La existencia de morfismos identidad y la capacidad de componer los morfismos que garantizada por la reflexividad y la transitividad del preorden. Con el mismo argumento, todo conjunto parcialmente ordenado y toda relación de equivalencia puede ser considerado una categoría pequeña. Todo número ordinal puede ser considerado una categoría al ser considerado un conjunto ordenado.
Todo monoide (toda estructura algebraica con una sola operación binaria asociativa  y un elemento identidad) forma una categoría pequeña con un solo objeto x. (donde, x es todo conjunto determinado.) Los morfismos de x a x son los elementos del monoide, el morfismo identidad de x es la identidad del monoide, y la composición categórica de morfismos queda definida por la operación del monoide.  Varias definiciones y teoremas sobre monoides pueden ser generalizados para categorías.
Todo grupo puede ser considerado una categoría con un solo objeto en el cual todo morfismo es invertible (para todo morfismo f existe un morfismo g que es tanto inversa por derecha y por izquierda de f mediante composición) considerando al grupo actuando sobre sí mismo mediante multiplicación por izquierda. Un morfismo que es invertible en este sentido es denominado un isomorfismo.
Un groupoide es una categoría en la cual todo morfismo es un isomorfismo. Los grupoides son generalizaciones de los grupos, acciones de grupo y relaciones de equivalencia.

Un gráfico dirigido.

Todo gráfico dirigido genera una categoría pequeña: los objetos son los vértices de un gráfico, y los morfismos son los caminos en el gráfico (aumentado con lazos según sea necesario) donde la composición de morfismos es la concatenación de caminos. Tal categoría es denominada la categoría libre generada por el gráfico.
La clase de todos los conjuntos preordenados con funciones monotónicas como morfismos forma una categoría, Ord. Es una categoría concreta, o sea una categoría obtenida agregando algún tipo de estructura al Conjunto, y exigiendo que los morfismos sean funciones que respeten esa estructura agregada.
La clase de todos los grupos con homomorfismos de grupo como los morfismos y composición de función como la operación de composición forma una categoría grande, Grp. De la misma manera que Ord, Grp es una categoría concreta. La categoría Ab, consistente en todos los grupos abelianos y sus homomorfismos de grupo, es una categoría completa de Grp, y el prototipo de una categoría abeliana. Otros ejemplos de categor´´ias concretas se presentan en la siguiente tabla.
| Categoría | Objetos                            | Morfismos                                    |
| --------- | ---------------------------------- | -------------------------------------------- |
| Mag       | magmas                             | homomorfismos magma                          |
| Manp      | variedades suaves                  | mapas "p" veces diferenciables continuamente |
| Met       | espacios métricos                  | short maps                                   |
| R-Mod     | R-Modules, donde R es un Anillo    | homomorfismos de módulo                      |
| Anillo    | anillos                            | homomorfismos de anillo                      |
| Conjunto  | conjuntos                          | funciones                                    |
| Top       | espacios topológicos               | funciones continuas                          |
| Uni       | espacios uniformes                 | funciones continuamente uniformes            |
| VectK     | espacios de vectores en el campo K | mapas lineales K                             |

## Tipos de morfismos
Un morfismo f : a → b es denominado
- un monomorfismo (o monic) si fg1 = fg2 implica g1 = g2 para todos los morfismos g1, g2 : x → a.
- un epimorfismo (o epic) si g1f = g2f implica g1 = g2 para todos los morphisms g1, g2 : b → x.
- un bimorfismo si es tanto un monomorfismo y un epimorfismo.
- un retracción si tiene una inversa por derecha, o sea si existe un morfismo g : b → a con fg = 1b.
- una sección si tiene una inversa por izquierda, o sea se existe un morfismo g : b → a con gf = 1a.
- un isomorfismo si tiene un inverso, o sea si existe un morfiosmo g : b → a con fg = 1b y gf = 1a.[10]
- un endomorfismo si a = b. La clase de endomorfismos de a es expresada como end(a).
- un automorfismo si f es tanto un endomorfismo y un isomorfismo. La clase de los automorfismos de a se expresa como aut(a).

Toda retracción es un epimorfismo. Toda sección es un monomorfismo. The following three statements are equivalent:
- f es un monomorfismo y una retracción;
- f es un epimorfismo y una sección;
- f es un isomorfismo.

Las relaciones entre morfismos (como ser fg = h) pueden ser representados mediante diagramas conmutativos, donde los objetos son representados como puntos y los morfismos como flechas.

## Tipos de categorías
- En muchas categorías, como ser Ab o VectK, los conjuntos hom hom(a, b) no son solo conjuntos sino grupos abelianos, y la composición de morfismos es compatible con esas estructuras de grupo; o sea es bilineal. Tal categoría es denominada preaditiva. Si la categoría posee todos sus productos y coproductos finitos, es denominada categoría aditiva. Si todos los morfismos tienen un kernel y un cokernel, y todos los epimorfismos son cokernels y todos los monomorfismos son kernels, entonces se hace referencia a una categoría abeliana. Un ejemplo típico de una categoría abeliana es la categoría de grupos abelianos.
- Una categoría es denominada completa si todos los límites existen en ella. Las categorías de conjuntos, grupos abelianos y espacios topológicos son completas.
- Una categoría es denominada cerrada cartesiana si posee productos directos finitos y un morfismo definido en un producto finito puede siempre ser representado mediante un morfismo definido en solo uno de los factores. Son ejemplos el Conjunto y CPO, la categoría de órdenes parciales completos con funciones continuas de Scott.
- Un topos es un cierto tipo de categoría cartesiana cerrada en la cual toda la matemática puede ser formulada (en forma similar a como toda la matemática es formulada en la categoría de conjuntos). Un topos también puede ser utilizado para representar una teoría lógica.